# 刘东周 (举重运动员)
刘东周（1993年8月19日—），生于淳昌郡，韩国男子举重运动员，2019年亚洲举重锦标赛男子89公斤级金牌得主、2021年世界举重锦标赛男子89公斤级金牌得主。